# Историческое обозрение
Историческое обозрение — орган Исторического общества при Санкт-Петербургском университете.
Издавался в 1888—1916 годах в виде сборника, в неопределённые сроки, под редакцией председателя Общества профессора Н. И. Кареева. Всего в свет вышел 21 том.
Сборник состоит из двух разделов: в первом печатались статьи и исследования по российской и всеобщей истории, истории права, философии истории и т. п., а также критика, библиография и научная хроника. В отделе библиографии особенно выделяются обстоятельно составленные А. И. Браудо обзоры литературы по российской истории (тт. II и III, за 1888—1890 годы). В первом разделе можно найти также статьи, посвящённые разработке вопроса о преподавании истории в средних учебных заведениях.
Второй раздел заключает в себе протоколы и сведения, касающиеся текущих дел Общества.
Сотрудниками являлись А. С. Лаппо-Данилевский, В. И. Семевский, А. Е. Пресняков и др.
В 20-м томе сборника помещён библиографический указатель ко всему изданию.